# 羊齿天门冬
羊齿天门冬（学名：Asparagus filicinus）是天门冬科天门冬属的植物。分布在不丹、印度、缅甸以及中国大陆的云南、湖北、贵州、四川、河南、浙江、湖南、山西、陕西、甘肃等地，生长于海拔1,200米至3,000米的地区，多生在丛林下及山谷中阴湿处，目前尚未由人工引种栽培。

## 别名
滇百部、月牙一支蒿（云南），土百部、千锤打（四川）

## 异名
- Asparagus filicinus Buch.-Ham. ex D. Don var. megaphyllus Wang et Tang